# Gorgui Dieng
Gorgui Sy Dieng, (Kebémér, 18 de janeiro de 1990) é um jogador senegalês de basquete profissional que atualmente joga pelo Atlanta Hawks da National Basketball Association (NBA).
Ele jogou basquete universitário pela Universidade de Louisville e foi selecionado pelo Utah Jazz como a 21º escolha geral no Draft da NBA de 2013.

## Carreira no ensino médio
Dieng frequentou a Sports for Education and Economic Development (SEEDS) em Thies, Senegal. Enquanto estava na SEEDS, Dieng teve um GPA de 3,2.
Ele foi convidado para o "Basquete Sem Fronteiras" na África do Sul em 2009 como um dos 60 jogadores promissores selecionados de toda a África e foi nomeado MVP do evento.
Dieng foi transferido para a Huntington Prep em West Virginia para o ano letivo de 2009-10. Ele teve médias de 15,4 pontos, 12,6 rebotes e 7,2 bloqueios durante sua última temporada em Huntington Prep.

### Recrutamento
Dieng foi recrutado por Marquette, Marshall, Colorado e Louisville, entre outros que chegaram tarde. Seu treinador do ensino médio, Rob Fulford, disse: "Os acadêmicos não têm dúvidas, ele passou no SAT seis meses depois de aprender inglês e passou com 400 pontos de sobra". O maior interesse foi de Louisville e Marshall. Em 30 de março de 2010, o treinador Donnie Jones deixou Marshall para se tornar o treinador principal da Universidade da Flórida Central. No dia seguinte, Rick Pitino assinou uma extensão de contrato até 2017 com Louisville. Em 26 de abril de 2010, Dieng se comprometeu verbalmente com Louisville.
Considerado um recruta de quatro estrelas pelo Rivals.com, Dieng foi listado como o 10º melhor Ala-pivô e o 44º melhor jogador do país em 2010.

## Carreira universitária

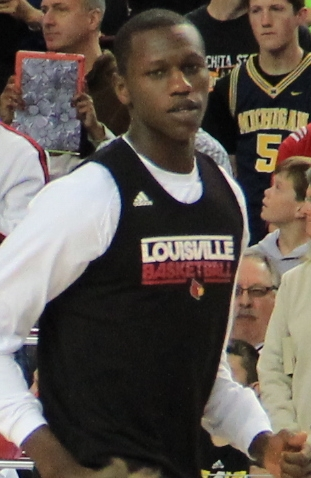
Dieng pelo Louisville em 2013.

Dieng foi considerado inelegível pela NCAA quando chegou a Louisville, forçando-os a mantê-lo fora dos treinos. Louisville apelou da decisão da NCAA e em 26 de outubro de 2010 foi anunciado que a NCAA reverteu sua decisão original e declarou Dieng elegível imediatamente.
Como calouro, Dieng atuou em 29 jogos e teve médias de 5,7 pontos, 4,4 rebotes e 1,9 bloqueios. Os Cardinals terminaram a temporada de 2010-11 com um recorde de 25-10 e o vice-campeonato do Torneio da Big East.
Em seu segundo ano, Dieng foi titular em uma equipe que chegou ao Final Four do Torneio da NCAA e estabeleceu o recorde de Louisville de mais bloqueios em uma temporada.

## Carreira profissional

### Minnesota Timberwolves (2013–2020)

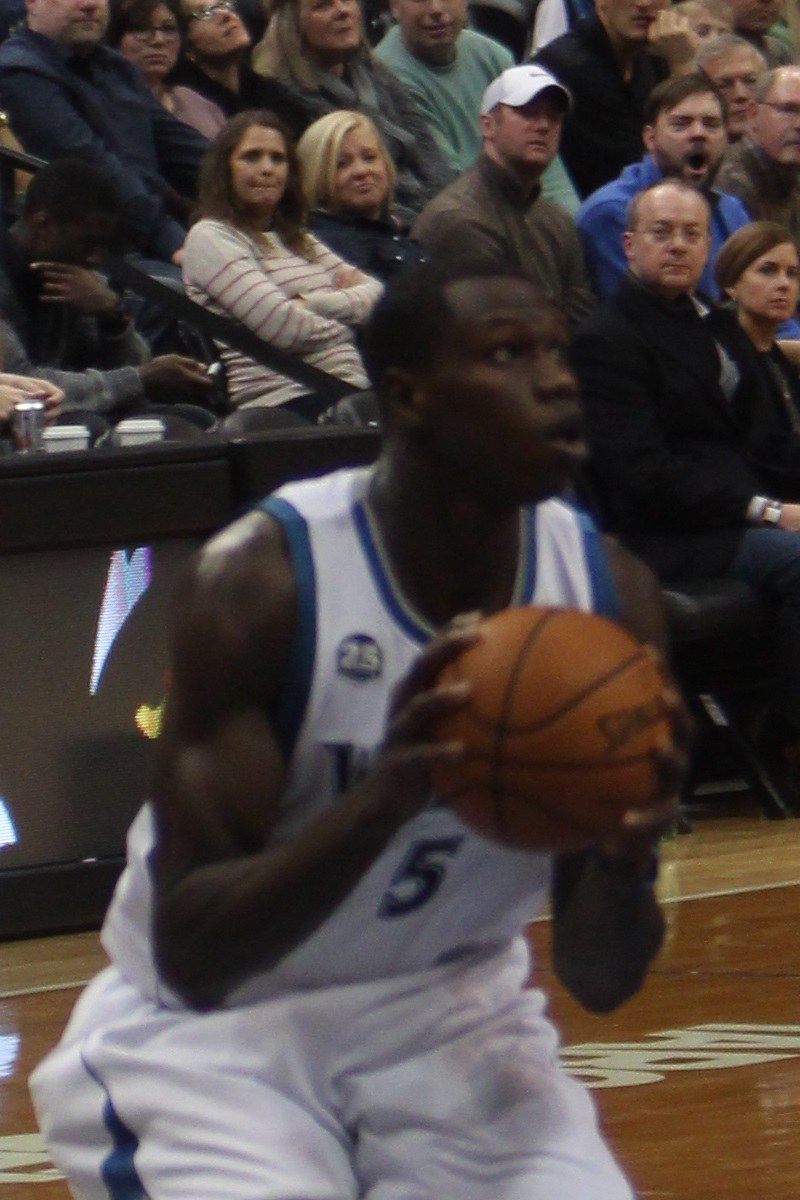
Dieng em 2014

Em 27 de junho de 2013, Dieng foi selecionado pelo Utah Jazz como a 21ª escolha geral no Draft da NBA de 2013. Naquela mesma noite, ele foi negociado, junto com Shabazz Napier, com o Minnesota Timberwolves em troca de Trey Burke, a 9ª escolha desse draft.
Em 20 de março de 2014, em um jogo contra o Houston Rockets, Dieng registrou 22 pontos e 21 rebotes, o primeiro jogo de 20-20 de um novato na história dos Timberwolves. Ele também se tornou apenas o sexto jogador desde que a NBA começou a rastrear partidas em 1970 a ter pelo menos 20 pontos e 20 rebotes em suas três primeiras partidas como titular. Como resultado de suas melhorias ao longo da segunda metade da temporada, Dieng foi nomeado para a Segunda-Equipe de Novatos da NBA.
Em 28 de janeiro de 2015, ele foi nomeado representante do Team World no Rising Stars Challenge de 2015. Em 1 de agosto de 2015, Dieng jogou pelo Team Africa no jogo de exibição da NBA Africa de 2015.
Em 20 de dezembro de 2015, Dieng teve o melhor jogo da temporada com 20 pontos e 10 rebotes na vitória por 100-85 sobre o Brooklyn Nets. Em 6 de fevereiro de 2016, ele registrou 24 pontos, 13 rebotes e sete assistências na vitória por 112-105 sobre o Chicago Bulls.
Em 31 de outubro de 2016, Dieng assinou uma extensão de contrato de US$ 64 milhões por quatro anos com os Timberwolves. Em 30 de março de 2017, ele registrou 11 pontos, 15 rebotes, seis assistências e três bloqueios na vitória por 119-104 sobre o Los Angeles Lakers.

### Memphis Grizzlies (2020–2021)
Em 6 de fevereiro de 2020, Dieng foi adquirido pelo Memphis Grizzlies em uma troca de três equipes que também envolveu o Miami Heat. Os Grizzlies também adquiriram Justise Winslow e Dion Waiters, que mais tarde foram dispensados.
Em 26 de março de 2021, Dieng e os Grizzlies chegaram a um acordo de rescisão contratual.

### San Antonio Spurs (2021)
Em 29 de março de 2021, Dieng assinou um contrato até o fim da temporada com o San Antonio Spurs. Saindo do banco, ele teve médias de 5,3 pontos, 2,6 rebotes e 1,2 assistências em 16 jogos.

### Atlanta Hawks (2021–Presente)
Em 9 de agosto de 2021, Dieng assinou um contrato de 1 ano e US$ 4 milhões com o Atlanta Hawks.

## Estatísticas da carreira

### NBA

#### Temporada Regular
| Ano      | Equipe      | PJ  | PT  | MPJ  | AP   | 3P    | LL   | RT  | AS  | BR  | TO  | PPJ  |
| -------- | ----------- | --- | --- | ---- | ---- | ----- | ---- | --- | --- | --- | --- | ---- |
| 2013-14  | Minnesota   | 60  | 15  | 13.6 | .498 | 1.000 | .634 | 5.0 | .7  | .5  | .8  | 4.8  |
| 2014–15  | Minnesota   | 73  | 49  | 30.0 | .506 | .167  | .783 | 8.3 | 2.0 | 1.0 | 1.7 | 9.7  |
| 2015–16  | Minnesota   | 82  | 39  | 27.1 | .532 | .300  | .827 | 7.1 | 1.7 | 1.1 | 1.2 | 10.1 |
| 2016–17  | Minnesota   | 82  | 82  | 32.4 | .502 | .372  | .814 | 7.9 | 1.9 | 1.1 | 1.2 | 10.0 |
| 2017–18  | Minnesota   | 79  | 0   | 16.9 | .479 | .311  | .775 | 4.6 | .9  | .6  | .5  | 5.9  |
| 2018–19  | Minnesota   | 76  | 2   | 13.6 | .501 | .339  | .830 | 4.1 | .9  | .6  | .5  | 6.4  |
| 2019–20  | Minnesota   | 46  | 17  | 16.9 | .448 | .383  | .797 | 5.6 | 1.3 | .8  | .9  | 7.4  |
| 2019–20  | Memphis     | 17  | 0   | 18.7 | .483 | .250  | .738 | 5.8 | .9  | .8  | 1.0 | 7.2  |
| 2020–21  | Memphis     | 22  | 1   | 16.9 | .519 | .479  | .884 | 4.5 | 1.3 | .8  | .6  | 7.9  |
| 2020–21  | San Antonio | 16  | 0   | 11.3 | .527 | .318  | .833 | 2.6 | 1.2 | .6  | .1  | 5.3  |
| 2021–22  | Atlanta     | 44  | 3   | 8.4  | .473 | .426  | .731 | 2.8 | .8  | .3  | .3  | 3.5  |
| Carreira | Carreira    | 597 | 208 | 18.7 | .497 | .394  | .785 | 5.3 | 1.2 | .7  | .8  | 7.1  |

#### Playoffs
| Ano      | Equipe    | PJ | PT | MPJ  | AP   | 3P   | LL    | RT  | AS | BR | TO | PPJ |
| -------- | --------- | -- | -- | ---- | ---- | ---- | ----- | --- | -- | -- | -- | --- |
| 2018     | Minnesota | 5  | 0  | 14.0 | .333 | .400 | .750  | 3.6 | .8 | .4 | .8 | 3.4 |
| 2022     | Atlanta   | 2  | 0  | 5.0  | .500 | .000 | 1.000 | 1.5 | .0 | .0 | .0 | 1.5 |
| Carreira | Carreira  | 7  | 0  | 9.5  | .416 | .200 | .875  | 2.5 | .4 | .2 | .4 | 2.4 |

### Universitário
| Ano      | Equipe     | PJ  | PT | MPJ  | AP   | 3P   | LL   | RT  | AS  | BR  | TO  | PPJ |
| -------- | ---------- | --- | -- | ---- | ---- | ---- | ---- | --- | --- | --- | --- | --- |
| 2010–11  | Louisville | 29  | 9  | 15.6 | .618 | .000 | .538 | 4.4 | .7  | .4  | 1.9 | 5.7 |
| 2011–12  | Louisville | 40  | 40 | 32.8 | .525 | .500 | .676 | 9.1 | 1.1 | 1.2 | 3.2 | 9.1 |
| 2012–13  | Louisville | 33  | 32 | 31.1 | .534 | —    | .652 | 9.4 | 2.0 | 1.3 | 2.5 | 9.8 |
| Carreira | Carreira   | 102 | 81 | 26.5 | .559 | .250 | .622 | 7.6 | 1.2 | .9  | 2.5 | 8.2 |

Fonte:

## Carreira internacional
Dieng representou a Seleção Senegalesa durante a Copa do Mundo de Basquete de 2014 e obteve médias de 16,0 pontos e 10,7 rebotes em seis jogos. Ele também jogou no AfroBasket de 2015, 2017 e 2021, fazendo parte da Equipe Ideal do Torneio em todos os três anos.

## Vida pessoal
Dieng é conhecido por seu trabalho filantrópico. Ele criou a Fundação Gorgui Dieng em 2015, que forneceu ajuda, incluindo equipamentos e suprimentos médicos para melhorar a saúde em seu país natal. Em 2019, ele se tornou o terceiro jogador a receber o NBA Cares Community Assist Award. Dieng é um muçulmano praticante.

Gorgui significa "o velho" na língua nativa de Dieng, Wolof.